# La balada de la luz
La balada de la luz és una sarsuela en un acte i tres quadres amb llibret d'Eugenio Sellés i música d'Amadeu Vives, estrenada al Teatro de la Zarzuela de Madrid, el 13 de juny de 1900, segons consta en el llibret editat per R. Velasco en Madrid l'any 1900. A Barcelona va veure la llum per primera vegada, el 6 d'octubre del mateix any, al Teatre Granvia.